# Bahnička mokřadní

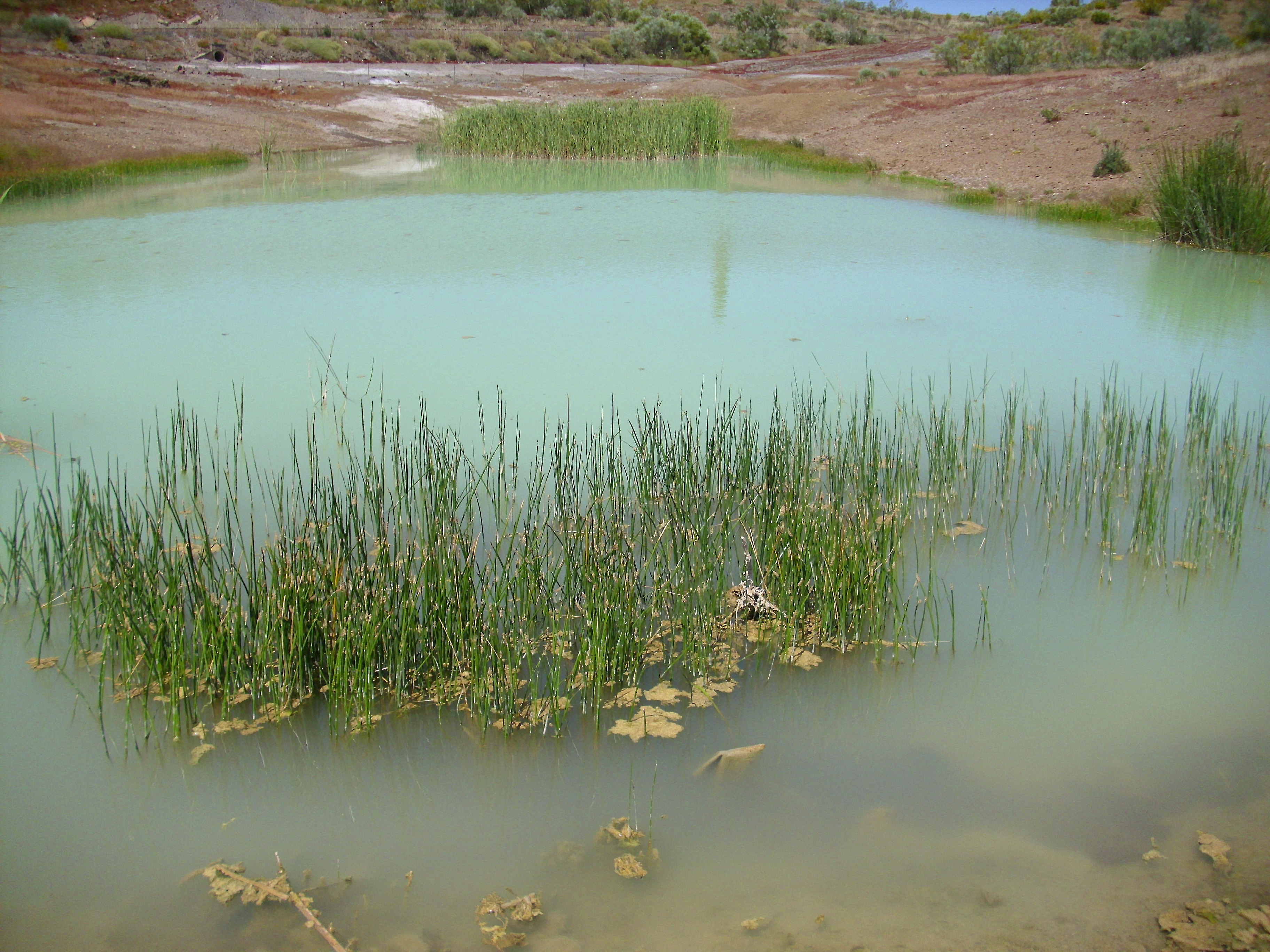
Typické prostředí

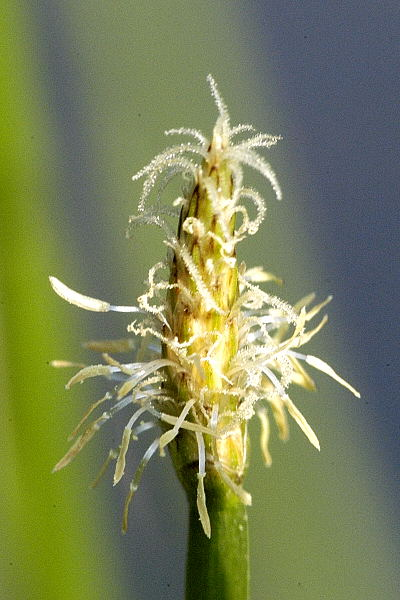
Rozkvetlé květenství

Bahnička mokřadní (Eleocharis palustris) je vytrvalá, trsnatá, vlhkomilná bylina rostoucí v mírném podnebném pásu severní polokoule. Je jedním ze šesti druhů rodu bahnička vyskytujících se v české přírodě, kde je původním druhem.

## Rozšíření
Rostlina s rozlehlým areálem, v Evropě roste od severních oblastí na Islandu až po Kanárské a Azorské ostrovy na západě a až po Kavkaz a Ural na východě, doma je také v partiích severní Afriky přiléhajících k Evropě. V Asii se vyskytuje téměř v celém mírném pásmu, od západní Sibiře a severní Číny až po Japonsko, včetně převážně tropického indického subkontinentu. Dále je rozšířena téměř po celé Severní Americe, od Aljašky až po jihozápad Spojených států amerických.
V České republice roste poměrně hojně, a to od nížin až do podhorských oblastí, nejčastěji na březích rybníků, v rákosinách, na zaplavovaných loukách nebo v pravidelně zavodňovaných příkopech.

## Ekologie
Druh je odolnou a rychle rostoucí bylinou, vyskytuje se na okrajích močálů, na bahnitých březích řek, v příkopech nebo na zamokřených rašelinných a slatinných loukách. Nejlépe jí vyhovují slunná či polostinná místa, hlavně stanoviště trvale nebo sezónně zaplavená, s hloubkou vodního sloupce do 20 cm, voda může byt i slabě brakická. V místech, kde se povrchová voda v létě ztrácí, rostlina do podzimu přežívá, pokud je půda pod povrchem dostatečně vodou prosycená. Obvykle roste na půdách bahnitých, hrubých či jemně strukturovaných s vysokým podílem organických látek. Nejlépe prosperuje v půdách kyselých, ale toleruje i alkalické, snáší pH od 4,0 až po 8,0.
Vyskytuje se od nížin do horského stupně. Kvete v závislosti na stanovišti, obvykle v období počínaje květnem, a zralá, krátce životná semena pak vypadávají z květenství od srpna. Počet chromozomů 2n = 16, stupeň ploidie x = 4.

## Popis
Vytrvalá, trsnatá, od 10 do 80 cm vysoká bylina s četnými tuhými, přímými, asi 3 mm hrubými, tmavě zelenými lodyhami, uvnitř vertikálně žebrovatými, na průřezu okrouhlými a podélně rýhovanými. Lodyha mívá v dolní části dvě lesklé, 3 až 7 cm dlouhé, žlutohnědé až červenohnědé, nahoře prasklé listové pochvy, které jsou ale bez listů, fotosyntézu obstarává lodyha. Rostlina má dlouhé, plazivé, až 4 mm tlusté, šupinaté oddenek, které se jen málo větví.
U rostliny starší dvou až tří let vyrůstá na vrcholu lodyhy podlouhlý nebo kuželovitý, špičkou zakončený, vrcholový klas dlouhý 0,5 až 2,5 cm obsahující větší počet květů, může jich být 50 až 70. Jednotlivé květy v kláscích, o 5 až 10 květech, vyrůstají z úžlabí hnědých, vejčitých plev se zeleným páskem na hřbetní straně a s blanitým lemem,vespod klásků bývají dvě až tři bezkvěté plevy. Ostatní oboupohlavné květy mají redukovaná okvětí tvořená pouze čtyřmi až šesti štětinkami a dále mají tři tyčinky s nažloutlými prašníky a dvě čnělky se štětičkovými bliznami.
Po opylení větrem se vytvoří suchý plod, asi 2 mm dlouhá, čočkovitá nažka světle hnědé barvy se zbytkem vytrvalé čnělky.

## Rozmnožování
Bahnička mokřadní je hemikryptofyt, jenž je nejvíce rozšířen v oblastech s mírným podnebím na severní polokouli, kde přežívá v zimním období pokles teploty až k -40 °C. Pro růst, kvetení a vytvoření semen však potřebuje minimálně 100 bezmrazých dnů, Rostlina se rozmnožuje převážně vegetativně rozrůstáním oddenků, kterými často vytváří jednodruhové kolonie. Oddenky, jejich úlomky, případně i celé rostliny bývají také roznášeny vodním přívalem.
Semena slouží k náhodnému šíření na větší vzdálenost a jsou rozptylována hlavně vodou, ale také větrem nebo zvířaty (hlavně v žaludcích vodních ptáků), klíčí ve stojaté vodě od jara do časného léta. Rostliny sice vyprodukují velké množství semen, ale ta mají nízkou životaschopnost.

## Význam
Stává se významnou rostlinou, pokud roste po okrajích zarybněných nádrží, kde poskytuje útočiště rybímu potěru a dalším živočichům. Semena jsou pokrmem vodních ptáků, nejvíce kachen. Rostliny svými navzájem propletenými kořeny zpevňují břehy. Jsou také vysazovány jako okrasné rostliny do přírodních jezírek. Pokud se rozrostou v odvodňovacích kanálech, snižují jejich průtočnost.